# کوماکوگن، اهیمه
کوماکوگن، اهیمه (به لاتین: Kumakōgen, Ehime) یک منطقهٔ مسکونی در ژاپن است که در استان اهیمه واقع شده‌است. کوماکوگن  ۹٬۹۴۹ نفر جمعیت دارد.